# Братья Пономаренко
Братья Пономаре́нко — братья-близнецы Вале́рий Серге́евич Пономаре́нко (род. 13 июня 1967, Новочеркасск), актёр театра драмы, и Алекса́ндр Серге́евич Пономаре́нко (13 июня 1967, Новочеркасск — 24 декабря 2022, Ростов-на-Дону), музыкант, гитарист.

## Биография
Братья-близнецы Александр и Валерий Пономаренко родились (Александр первым) 13 июня 1967 года в Новочеркасске. Валерий Пономаренко с детства любил пародировать знакомых, участвовал в театральных капустниках. Его стали приглашать участвовать в концертах, и он стал привлекать брата Александра. Начинали свою телевизионную карьеру братья под руководством Евгения Петросяна в «Кривом зеркале».
С 2000 по 2001 год братья Пономаренко вели всероссийскую лотерею «ТВ-Бинго-Шоу» на телеканале РТР.
Братья Пономаренко — лауреаты Международного конкурса «Кубок юмора-99» и фестиваля сатиры и юмора «Золотой Остап-2001».
С 15 октября 2005 по 20 января 2007 года вели программу «Бисквит» на «Первом канале».
С 7 мая 2006 по 29 декабря 2019 вели программу «Утренняя почта» на телеканале «Россия».
В 2013 году Валерий Пономаренко принял участие в пародийном шоу «Повтори!» на Первом канале. В пятом выпуске, помимо своего номера, он и его брат Александр участвовали в номере Анны Большовой, делавшей пародию на Маргариту Терехову (изображали Михаила Боярского в двух ролях — д’Артаньяна и Теодоро). В октябре 2014 года Александр Пономаренко стал участником другого пародийного шоу — «Театр эстрады».

### Личная жизнь
По словам Александра Пономаренко, его считали старшим, но братья и сами не знали, кто из них старший. У Валерия жена Елена и три сына: Алексей, Аркадий и Ярослав. У Александра остались жена Анна и двое детей: дочь жены от первого брака — Любовь — и сын Герман.

### Смерть Александра
Александр Пономаренко долгое время боролся с раком желудка в последней, 4-й стадии. Скончался 24 декабря 2022 года на 56-м году жизни в Ростове-на-Дону. Похоронен 26 декабря в Новочеркасске.

## Объекты пародий

### Пародировал Александр
- Леонид Агутин[9]
- Николай Басков
- Алексей Булдаков[10]
- Геннадий Ветров[9][11]
- Виталий Вульф
- Дмитрий Дибров[12]
- Регина Дубовицкая[11][13]
- Борис Ельцин[14]
- Михаил Задорнов[11][12][13][14]
- Виктор Зинчук[15]
- Виктор Коклюшкин[12][13]
- Александр Лукашенко
- Павел Любимцев[12]
- Александр Масляков
- Андрей Миронов
- Дмитрий Нагиев[12]
- Лев Новоженов[12]
- Илья Олейников[12][16]
- Владимир Путин
- Верка Сердючка[17]
- Вилли Токарев[18]
- Виктор Черномырдин
- Арнольд Шварценеггер[19]
- Юрий Шевчук[12]
- Савик Шустер

### Пародирует Валерий
- Юрий Антонов
- Леонид Брежнев
- Михаил Боярский[14][20][21][22]
- Джордж Буш-младший
- Владимир Винокур[22]
- Михаил Горбачёв
- Юрий Гальцев[9][11][12][14]
- Николай Дроздов[12][14][23]
- Борис Ельцин[14]
- Михаил Жванецкий[11][12][13]
- Владимир Жириновский[22]
- Роман Карцев[12]
- Владимир Кузьмин[9][12]
- Евгений Леонов[12]
- Григорий Лепс[20]
- Лев Лещенко[22]
- Андрей Малахов[22]
- Георгий Милляр[23]
- Андрей Миронов[23]
- Стас Михайлов[9][20]
- Игорь Николаев[9]
- Анатолий Папанов[23]
- Евгений Петросян[11][12][13][22][24]
- Антон Привольнов[22]
- Эдвард Радзинский
- Александр Розенбаум[9][12][25]
- Юрий Сенкевич[23]
- Юрий Стоянов[12][16]
- Сергей Трофимов[20]
- Геннадий Хазанов[11][22]
- Ефим Шифрин[12][14][26]
- Михаил Шуфутинский[18]
- Леонид Якубович[17][27]

### В программе «Повтори!» (Валерий)
- Ефим Шифрин (1 выпуск, «телефонный розыгрыш»);
- Сергей Лавров (2 выпуск);
- Владимир Кузьмин (3 выпуск; исполнял оригинальную песню В. Кузьмина «Симона»);
- Андрей Миронов (4 выпуск; пародировался министр-администратор — персонаж А. Миронова в к/ф «Обыкновенное чудо»);
- Михаил Боярский (вне конкурса, совместно с братом Александром) и Александр Васильев (5 выпуск);
- Юрий Стоянов (6 выпуск — совместно с Александром, спародировавшим Илью Олейникова)
- Евгений Евстигнеев (7 выпуск; пародировался режиссёр народного театра — персонаж Е. Евстигнеева в фильме «Берегись автомобиля»);
- Михаил Жванецкий (8 выпуск; читал оригинальный монолог Жванецкого «Нормально, Григорий»);
- Финал: Ефим Шифрин; Лев Дуров и Армен Джигарханян (категория «Мультфильмы» — пародировался озвученный Л. Дуровым персонаж — пёс Шарик из м/ф «Трое из Простоквашино» и озвученный А. Джигарханяном персонаж — волк из м/ф «Жил-был пёс»); Геннадий Хазанов (ещё одного члена жюри — Сергея Безрукова — спародировал Александр Пономаренко).

### В программе «Театр эстрады» (Александр)
- Иван Охлобыстин (1 выпуск);
- Анатолий Кашпировский (2 выпуск);
- Пародия на «работающий телевизор» (3 выпуск; входили пародии на Дмитрия Диброва, Владимира Познера, Михаила Боярского, Михаила Задорнова, Александра Гудкова, Геннадия Хазанова, киноперсонажей Георгия Вицина, Георгия Милляра, Александра Калягина, Анатолия Папанова, Юрия Никулина, Евгения Леонова);
- пародия на артиста балета (4 выпуск);
- Пьер Ришар (5 выпуск; пародировался Франсуа Перрен — персонаж Ришара из фильма «Невезучие»)
- Сергей Лавров (6 выпуск, совместно с братом Валерием, пародировавшим Джона Керри);
- Виталий Доронин (7 выпуск; пародировался персонаж Доронина — Николай Курочкин из кинофильма «Свадьба с приданым» (исполнял современную версию «Куплетов Курочкина»);
- Сергей Собянин (8 выпуск).

## Совместные номера

### Пародийные
- Интервью с Джорджем Бушем[28]
- Интервью с Арнольдом Шварценеггером
- Пародия на ведущих телепередачи «Городок»[12][16]
- Пародия на Юрия Гальцева и Геннадия Ветрова[9][29]
- Пародия на Николая Дроздова и Алексея Булдакова[10]
- Пародия на Николая Дроздова и Павла Любимцева[12]
- Пародия на Леонида Якубовича и Верку Сердючку[17]
- Пародия на Сергея Лаврова и Джона Керри[30]
- Пародия на Сергея Лаврова и Дональда Трампа
- Собаки знаменитостей

### Юмористические
- Бригада[31]
- Второе я[32]
- Двуглавый орел[33]
- Дед и подросток («В электричке»)[34][35]
- Дед на «Поле чудес»[36]
- Дофигаборье[37]
- Молодая гвардия
- Капуста[38]
- Квартирный ответ[12]
- Кто хочет стать милиционером[12]
- Куда подальше[39]
- «Новый русский» на «Поле чудес»[27]
- Олимпиада[40]
- Призывной пункт[41]
- Прямой эфир на радио[42]
- Свобода снова[43]
- Откройте, милиция[12]
- Сказки[12]
- Тинейджеры из будущего
- Футбол с сурдопереводом[41]
- Экзамен[44]
- Детектор лжи

### Музыкальные (попурри)
- Автомобили[45]
- Железная дорога[46]
- ЖКХ[47]
- Отдых
- Спорт
- Кулинарно-гастрономические куплеты
- О животных
- Мода и одежда
- Больница
- Детские песенки о взрослых проблемах
- Финансово-экономическая тема
- Дача
- Интернет

### Песни
- Менмуна
- Снято!
- Песня о доме
- Я поеду в тайгу
- Таганрогский трамвай[48]

### C другими исполнителями
- Пародии на песни из кинофильмов (с группой «Ассорти» и дуэтом «Баян Микс»)[49]
- Пародия на песню «Шаланды, полные кефали» (с Юлией Савичевой)[50]
- Песня «Здравствуй, лицо» (с группой «Экс-ББ»)[51]
- Пародия «Рождение артиста» (с Еленой Степаненко)[12]
- Клип «Семечки» (с Александром Фоменковым)

## Театр
- Спектакль «Клон» (авт. О. Солод)
- Спектакль «Слон»

## Фильмография
- Королевство кривых зеркал (2007) — близнецы из зеркала